# کیث، موری
کیث (به انگلیسی: Keith) یک شهرک در اسکاتلند است که در Moray واقع شده‌است. کیث ۴٬۷۳۴ نفر جمعیت دارد.